# Vuelta a Portugal 2008
La 70º edición de la Vuelta a Portugal tuvo lugar del 13 al 24 de agosto de 2008 con un recorrido de 1.588,2 km dividido en 10 etapas y un prólogo.
La carrera perteneció al UCI Europe Tour 2007-2008, dentro de la categoría 2.HC (máxima categoría de estos circuitos).
El ganador final fue David Blanco por segunda vez. Le acompañaron en el podio Héctor Guerra (vencedor de una etapa) y Rubén Plaza (vencedor de una etapa), respectivamente.
El las otras clasificaciones secundarias se impusieron Francisco José Pacheco (puntos), Tiago Machado (jóvenes) y Liberty Seguros Continental (equipos).

## Equipos participantes
Tomaron parte en la carrera 17 equipos: 3 de categoría UCI ProTeam; 8 de categoría Profesional Continental y 6 de categoría Continental. Los equipos participantes fueron los siguientes:
| Equipo UCI                  | Categoría               |
| --------------------------- | ----------------------- |
| Cofidis, Solutions Crédits  | UCI ProTeam             |
| Scott-American Beef         | UCI ProTeam             |
| Lampre                      | UCI ProTeam             |
| Benfica                     | Profesional Continental |
| Contentpolis-Murcia         | Profesional Continental |
| Extremadura                 | Profesional Continental |
| Karpin Galicia              | Profesional Continental |
| Agritubel                   | Profesional Continental |
| Ceramica Flaminia           | Profesional Continental |
| Garmin Chipotle             | Profesional Continental |
| Barloworld                  | Profesional Continental |
| Barbot-Siper                | Continental             |
| Centro de Ciclismo de Loulé | Continental             |
| Fercase-Rota dos Móveis     | Continental             |
| Liberty Seguros Continental | Continental             |
| Madeinox-Boavista           | Continental             |
| Palmeiras Resort-Tavira     | Continental             |

## Etapas
| Etapa   | Fecha        | Recorrido                          | km         | Ganador                | Líder        |
| Prólogo | 13 de agosto | Portimao-Portimao                  | 6.4 (CRI)  | Rubén Plaza            | Rubén Plaza  |
| 1.ª     | 14 de agosto | Portimao-Beja                      | 198.6      | Danilo Napolitano      | Rubén Plaza  |
| 2.ª     | 15 de agosto | Vila Viçosa-Castelo Branco         | 165.5      | Danilo Napolitano      | Rubén Plaza  |
| 3.ª     | 16 de agosto | Idanha-a-Nova-Alto da Torre        | 171,5      | Rui Sousa              | Rui Sousa    |
| 4.ª     | 17 de agosto | Guarda-Viseu                       | 164.6      | Francisco José Pacheco | Rui Sousa    |
| 5.ª     | 19 de agosto | Gouveia-Sao Joao da Madeira        | 186        | Francisco José Pacheco | Rui Sousa    |
| 6.ª     | 20 de agosto | Aveiro-Gondomar                    | 170,6      | Cândido Barbosa        | Rui Sousa    |
| 7.ª     | 21 de agosto | Povoa de Varzim-Monte Sra Assunçao | 177,8      | Nuno Ribeiro           | Rui Sousa    |
| 8.ª     | 22 de agosto | Barcelos-Fafe                      | 169,8      | Cândido Barbosa        | Rui Sousa    |
| 9.ª     | 23 de agosto | Fafe-Alto Sra. Graça               | 146,2      | Juan José Cobo         | David Blanco |
| 10.ª    | 24 de agosto | Penafiel-Alto Sta. Quitéria        | 31,2 (CRI) | Héctor Guerra          | David Blanco |

## Clasificaciones finales

### Clasificación general
| Posición | Ciclista          | Equipo                      | Tiempo           |
| -------- | ----------------- | --------------------------- | ---------------- |
|          | David Blanco      | Palmeiras Resort-Tavira     | 39 h 49 min 45 s |
| 2        | Héctor Guerra     | Liberty Seguros Continental | 26 s             |
| 3        | Rubén Plaza       | Benfica                     | 3 min 59 s       |
| 4.       | Juan José Cobo    | Scott-American Beef         | 4 min 42 s       |
| 5        | Koldo Gil         | Liberty Seguros Continental | 5 min 39 s       |
| 6        | Francisco Mancebo | Fercase-Rota dos Móveis     | 6 min 36 s       |
| 7        | Rui Sousa         | Liberty Seguros Continental | 6 min 39 s       |
| 8        | Cândido Barbosa   | Benfica                     | 7 min 00 s       |
| 9        | Tiago Machado     | Madeinox-Boavista           | 7 min 53 s       |
| 10       | Daniel Martin     | Garmin-Chipotle             | 8 min 04 s       |